# Melina León

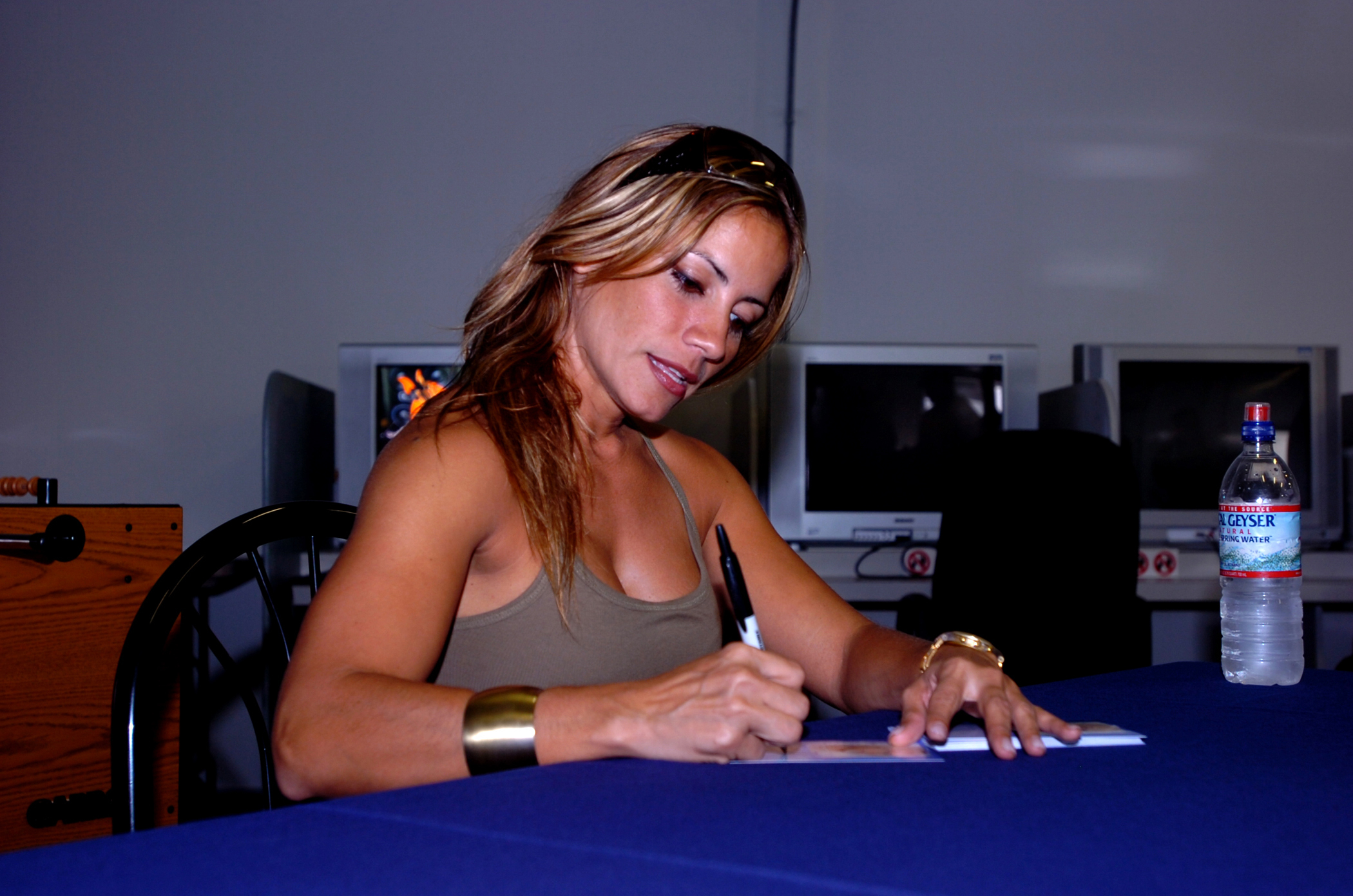
Melina León dá autógrafos para os soldados da Força-Tarefa Conjunta de Guantánamo, no Camp American Liberty Center, em 13 de maio de 2008.

Yamillette Aponte Yunqué mais conhecida como Melina León (Rio Piedras, 12 de Julho de 1973) é uma cantora de música pop e tropical porto-riquenha. 

## Discografia
- 1998 Mujeres Liberadas
- 1999 Con Los Pies Sobre La Tierra
- 2000 Baño de Luna
- 2001 Corazon de Mujer
- 2003 Romantica y Sensual
- 2004 Melina
- 2006 Serenata en San Juan(com Los-Trio)
- 2007 Vas a Pagar y sus exitos